# 朱质庵墓
朱质庵墓，位于中华人民共和国浙江省温州市乐清市虹桥镇，是浙江省省级文物保护单位之一。
2017年1月13日，朱质庵墓被列入第七批浙江省文物保护单位，该文物保护单位是一座古墓葬。